# Pittosporum anggiense
Pittosporum anggiense är en tvåhjärtbladig växtart som beskrevs av D.M.Hicks och Utteridge. Pittosporum anggiense ingår i släktet Pittosporum och familjen Pittosporaceae. Inga underarter finns listade.